# Felix Wankel
Felix Heinrich Wankel (13. kolovoza 1902. – 9. listopada 1988.) bio je njemački inženjer strojarstva koji je izumio rotacijski motor s unutarnjim izgaranjem koji se po njemu naziva Wankelov motor. 
Wankel je rođen u Lahru, i bio je jedino dijete Gerty Wankel (rođene Heidlauff) i Rudolfa Wankela koji je poginuo u prvom svjetskom ratu. Iako nije dobio nikakvu formalnu naobrazbu, zahvaljujući svojoj zainteresiranosti za mehaniku, posebice za motore s unutarnjim izgaranjem, Wankel je stekao dovoljno znanja da 1924. osmisli ideju Wankelova motora.

Wankel je tijekom drugog svjetskog rata radio za njemačku vojsku, te osmislio neka tehnička rješenja za zrakoplove i torpeda. Nakon rata nekoliko mjeseci je bio u zarobljeništvu. Godine 1951. dobio je sredstva od tvrtke Goetze AG za opremanje svoga tehničkog centra za razvoj u vlastitoj kući u gradu Lindau, te je počeo razvijati motore za njemačkog proizvođača automobila i motocikala NSU Motorenwerke AG. Svoj rotirajući motor predstavio je po prvi puta javnosti 19. siječnja 1960., a prvi model vozila koji je i praktično prezentirao Wankelov motor bio je NSU Prinz.

Wankel je još u dvadesetim godinama života zamislio i teorijski razradio konstrukciju motora u kojem se klip kreće kružno, a ne pravocrtno. Prvi patent za svoj koncept dobio je 1929.

Wankel je dugo radio na praktičnom razvoju svoje ideje i doživio da NSU (tvrtka koja mu je u velikoj mjeri pomagala u usavršavanju koncepta), 1957. godine Wankel motor pusti u probni rad, a 1963. ugradi u automobil NSU Wankel Spider.

Četiri godine kasnije revolucionarni NSU Ro 80 postaje europski automobil godine, a i u Japanu, Mazda predstavlja prvi od niza modela pokretanih rotacijskim motorom. Niz tvrtki otkupio je prava na ovaj motor, nekoliko će njih predstaviti i prototipove, no samo se još Citroën, neuspješno, odvažio na serijsku proizvodnju.

Motor je dobio mnogo negativnog publiciteta zbog problema koje su imali rani primjerci modela NSU Ro 80, a naftna kriza dokinula mu je šanse, jer nikad nije dostigao štedljivost otto motora.

Mazda ipak nije odustala i kroz nekoliko je narednih desetljeća unaprijedila koncept rotacijskog motora, napravila ga pouzdanim, prodala jako velik broj sjajnih sportskih automobila pogonjenih njim, pa čak i osvojila utrku 24 sata Le Mansa 1991.

Nažalost, Felix Wankel to nije doživio; umro je 09. listopada 1988. Nakon što je 2012. ugašena proizvodnja modela Mazda RX8 vlada zatišje, no najavljen je novi Wankel motor, kao dijelu nove koncepcije za povećanje dosega električnog pogona (REX – Range Extender) u novom modelu Mazda 2 (2023.).